# Усть-Мая
Усть-Ма́я — посёлок городского типа в Республике Саха (Якутия) России. Административный центр Усть-Майского улуса (района).

## География
Расположен на левом берегу реки Алдан, напротив впадения в неё реки Маи. Расстояние до Якутска: наземным путём — 382 км, воздушным — 310 км, водным — 1035 км.
Климат
Климат в посёлке резко континентальный.
| Показатель                    | Янв.  | Фев.  | Март  | Апр.  | Май   | Июнь | Июль | Авг. | Сен. | Окт.  | Нояб. | Дек.  | Год   |
| ----------------------------- | ----- | ----- | ----- | ----- | ----- | ---- | ---- | ---- | ---- | ----- | ----- | ----- | ----- |
| Абсолютный максимум, °C       | −5,5  | −2    | 8,9   | 17,8  | 29,7  | 35,3 | 36,3 | 34,6 | 26,2 | 15,6  | 5,8   | −4,9  | 36,3  |
| Средний суточный максимум, °C | −35,3 | −27   | −10,3 | 3,4   | 14,3  | 23,2 | 25,4 | 21,7 | 12,4 | −2,7  | −22,1 | −34,6 | −2,6  |
| Средняя температура, °C       | −39,6 | −33,9 | −19,6 | −3,7  | 7,7   | 15,9 | 18,5 | 14,6 | 6,3  | −7,2  | −26,8 | −38,6 | −8,9  |
| Средний суточный минимум, °C  | −43   | −39,5 | −28,4 | −11   | 1,4   | 9,1  | 12,1 | 8,4  | 1,5  | −11   | −30,7 | −41,7 | −14,4 |
| Абсолютный минимум, °C        | −60,2 | −60   | −54,1 | −38,7 | −19,2 | −5,4 | −3,1 | −7,2 | −17  | −38,3 | −54,4 | −59,4 | −60,2 |
| Норма осадков, мм             | 11    | 8     | 7     | 12    | 28    | 39   | 50   | 51   | 40   | 25    | 20    | 12    | 303   |
| Источник: Погода и климат     |       |       |       |       |       |      |      |      |      |       |       |       |       |

## История
Усть-Майская пристань была основана русскими казаками в середине XVII века.
В начале XVIII века здесь были построены судоверфь-плотбище, хлебозапасный магазин, постоянно проживали казаки и морские служители.
Со 2-й половины XVII века через Усть-Майскую пристань проходил Якутско-Охотский тракт, а с 1845 — Якутско-Аянский тракт.
В 1882 году Усть-Майская стала центром Майского ведомства, в состав которого входила территория современного Усть-Майского района.
В 1886 году в Усть-Майской при церкви была открыта церковно-приходская школа, с 1915 года начала работу земская школа.
В 1922 году с образованием ЯАССР обширная часть Майского ведомства была подчинена Дальневосточному краю, а 20 мая 1931 года посёлок стал центром Усть-Майский района, охватывавшего основную часть Майского ведомства.
В 1957 году посёлок Усть-Мая отнесён к категории рабочих посёлков.

## Население
| 1939  | 1959  | 1970  | 1979  | 1989  | 2002  | 2009  | 2010  | 2011  |
| ----- | ----- | ----- | ----- | ----- | ----- | ----- | ----- | ----- |
| 1325  | ↗2290 | ↗2819 | ↗2990 | ↗3514 | ↘3165 | ↘2988 | ↘2923 | ↗2995 |
| 2012  | 2013  | 2014  | 2015  | 2016  | 2017  | 2018  | 2019  | 2020  |
| ↘2849 | ↘2765 | ↘2738 | ↘2718 | ↘2658 | ↘2633 | ↘2586 | ↘2521 | ↘2499 |
| 2021  | 2023  |       |       |       |       |       |       |       |
| ↗2540 | ↘2516 |       |       |       |       |       |       |       |

## Инфраструктура
Экономика
В посёлке расположены технический участок Ленского бассейнового управления пути и центральная усадьба совхоза «Усть-Майский».
Основные производства — мясо-молочное скотоводство, земледелие (картофелеводство, зерновые культуры), пушной промысел.
Социальные объекты
Имеются Центр традиционной культуры, средняя общеобразовательная и музыкальная школы, учреждения здравоохранения, торговли и бытового обслуживания.
СМИ
Радиостанции:
- 66,50 — план (100 Вт, 40 м)
- 70,04 — Маяк (100 Вт)
- 102,0 — Радио Саха [ГУ НВК Саха] (250 Вт, 10 м)
- 102,7 — план СТВ Радио [ООО СТВ-Радио] (100 Вт, 30 м) лиц 11128

Телевидение:
- Система / ТНТ (30 Вт)
- 27 — план цифра DVB-T (1мп) (50 Вт)
- 29 — план цифра DVB-T (2мп) (50 Вт)

## Транспорт
Райцентр доступен автомобильным, воздушным и речным транспортом.